# Бакунин, Александр Павлович
Алекса́ндр Па́влович Баку́нин (1 [12] августа 1797, Санкт-Петербург — 25 августа [6 сентября] 1862, Ницца) — лицеист первого выпуска, тверской гражданский губернатор (1842—1857), тайный советник (1856).

## Биография
Представитель богатого тверского рода Бакуниных, родился в семье Павла Петровича Бакунина, одно время управлявшего Академией наук. Брат Екатерины Бакуниной, под впечатлением встреч с которой написано немало стихотворений юного Пушкина. Революционер Михаил Бакунин приходился ему троюродным братом.

### Ранние годы. Лицей (1811—1817)
- 1 (12) августа 1797 — родился в Санкт-Петербурге, 3 августа крещён в церкви Святого Петра митрополита Киевского при Императорской академии наук, крестным отцом был император Павел I.
- 22 сентября 1811 — Александр I утвердил список принятых в Царскосельский лицей, среди которых оказался и Александр Бакунин.
- 19 октября (31 октября) 1811 — торжественное открытие лицея.

Мать Бакунина и сестра Екатерина летом постоянно жили в Царском Селе и навещали Александра. В «Ведомостях Лицея» отмечены посещения матери и сестры в 1811 — четыре раза, в 1814 — тридцать один раз, в 1815 — семнадцать раз, в 1816 — шесть раз, в 1817 — восемь раз. «Она [Бакунина] часто навещала брата своего и всегда приезжала на лицейские балы. Прелестное лицо её, дивный стан и очаровательное обращение произвели всеобщий восторг во всей лицейской молодежи» (С. Комовский). В Екатерину Бакунину влюбилось сразу несколько лицеистов, в том числе, три друга — Пушкин, Пущин, Малиновский. Первая «истинно поэтическая» любовь выразилась в творчестве Пушкина созданием «бакунинского цикла» элегий 1816 г.
Отзывы учителей о первокурснике Бакунине (1812):
«Бакунин (Александр), 13-ти лет. Не без дарований и довольно добродушен, словоохотен, смешлив, пылок и жив, как живое серебро, оттого и неосмотрителен, нетерпелив, переменчив, чувствителен с гневом и упрямством, малейшая трудность его останавливает, которую он мог бы преодолеть терпеливостью если бы имел её. Начинает более прилежать к учению. Примечая свои ошибки, он охотно исправляется. Нельзя сказать, чтобы нравственные его поступки были предосудительны, но они требуют прилежного наблюдения руководителей, пока благородные качества, которыми он старается украшать себя, сделаются собственными свойствами его сердца».
- 8 июня 1817 — первый выпуск Царскосельского лицея.

### Служба в армии (1817—1823)
- 29 октября 1817 — Бакунин определён в Семёновский лейб-гвардии полк прапорщиком. Его сослуживцами были С. И. Муравьёв-Апостол и И. Д. Якушкин.
- 9 апреля 1819 — получил чин подпоручика.
- 9 февраля 1820 — назначен адъютантом генерала Н. Н. Раевского.
- Во второй половине 1820 года — посвящён в масонство в ложе «Соединённых славян» в Киеве. Затем член петербургской ложи «Орла российского»[6]
- 24 января 1821 — переведён в Финляндский лейб-гвардии полк.
- 21 апреля 1822 — произведён в поручики.
- 14 февраля 1823 — уволен с воинской службы для определения к статским делам.

### Служба в Москве (1823—1829)
- 26 мая 1823 — определён в канцелярию московского генерал-губернатора Д. В. Голицына.
- 19 ноября 1823 — произведён в титулярные советники.
- 23 июля 1824 — женится на Анне Борисовне Зеленской, внебрачной дочери Б. В. Голицына (1769—1813), воспитаннице (после смерти отца) семьи Д. В. Голицына.
- 1825 — член декабристского «Общества Семиконечной звезды». Существует литография Д. М. Соболевского, на которой изображены восемь членов общества, в том числе и А. Бакунин. Привлекался к следствию по делу декабристов. Высочайше велено оставить без внимания.
- 3 апреля 1825 — пожаловано звание камер-юнкера двора его Императорского величества.
- 15 июля 1827 — произведён в коллежские асессоры.
- 19 июля 1829 — уходит в отставку с награждением чином надворного советника.

### Жизнь в имении Райково (1829—1835)
С 1829 по 1835 годы Бакунин жил тихим семейным счастьем в своём костромском имении Райково.
- «Бакунин в отставке в деревнях» — из письма бывшего директора лицея Е. А. Энгельгардта — Ф. Ф. Матюшкину от 18 ноября 1829 г.
- «Бакунин с женою и детишками погрузился в сельскую жизнь; о нём ни слуху ни духу» — из письма Е. А. Энгельгардта — Ф. Ф. Матюшкину от 22 января 1831 г.
- 1831 — Николай Жерен пишет картину «Имение Райково. Интерьер дома Бакуниных».
- 1832 — Яков Стрешнев, крепостной Бакуниных, пишет четыре замечательных портрета: Александра Павловича Бакунина, его жены Анны Борисовны и их детей Татьяны и Николая.

В эти же годы неизвестный художник пишет картину акварелью «Усадьба Райково».
- 21 января 1833 — Бакунин утверждён почётным попечителем Костромской гимназии.
- 4 февраля 1834 — Бакунин утверждён членом Костромского попечительского о тюрьмах комитета.
- 11 февраля 1835 — в 32 года умирает жена Анна Борисовна.
- 19 февраля 1835 — Бакунин увольняется с должности попечителя Костромской гимназии.

Возвращение в Москву.

### Вновь на службе (1835—1842)
- 7 июля 1835 — Бакунин назначен советником в Московское губернское правление.
- 11 июля 1835, из письма М. Л. Яковлева — В. Д. Вольховскому: «Бакунин — овдовел. Хозяйничает и заботится не о приобретении почестей, а существенного».
- 12 ноября 1835 — Бакунин переведён на должность советника II департамента Московской палаты уголовного суда.
- 25 июня 1837 — получил чин надворного советника.
- 10 января 1838 — женится на Марии Александровне Шулепниковой, венчание происходило в с. Спас-Нозога близ Плёса[8].
- 16 апреля 1838 — назначен новгородским вице-губернатором.
- 12 июля 1839 — А. П. Бакунин получил чин статского советника.
- В октябре 1839 года он был назначен в Санкт-Петербурге на должность вице-директора I департамента государственного имущества, а с мая 1840 года он стал директором этого департамента
- 12 июля 1840 — награждён орденом Св. Анны II степени.
- 22 августа 1840 — пожалован знаком отличия за 15 лет беспорочной службы.
- 2 декабря 1840 — командирован в 8 губерний для решения проблем с заготовкой хлеба.
- 12 декабря 1841 — переведён в Министерство внутренних дел.

### Тверской губернатор (1842—1857)

Александр Павлович Бакунин на фотографии 1860-х годов

- 16 декабря 1842 — назначен на должность тверского гражданского губернатора.
- 13 октября 1843 — утверждён вице-президентом Тверского попечительного о тюрьмах комитета.
- 26 марта 1844 — пожалован в действительные статские советники.
- 10 апреля 1845 — утвержден тверским гражданским губернатором.
- 27 декабря 1846 — награждён орденом Св. Владимира III степени.
- 26 августа 1856 — пожалован в тайные советники.

В последние годы своего руководства Тверской губернией А. П. Бакунин занимался подготовкой крестьянской реформы, которую воспринимал негативно.
- 18 октября 1857 — отставка с поста тверского губернатора.

Бакунин ушёл в отставку в результате возникших взаимонепониманий с министром внутренних дел С. С. Ланским. В рапорте о своей отставке причиной её было указано — «по болезни».

### Последние годы жизни (1858—1862)
- 1858 — вышла в свет составленная А. П. Бакуниным схема «Управление, общее для всех губерний Российской империи, не состоящих на особых положениях»[9].
- Лето 1862 — из-за ухудшившегося здоровья уехал с женой на лечение в Ниццу.
- 25 августа (6 сентября) 1862 — скончался в Ницце от болезни сердца. Гроб с телом был отправлен на пароходе в Петербург.
- 19 октября 1862 — гроб с телом Бакунина прибыл в Петербург. На следующий день в отдельном вагоне прах переправлен в Москву для захоронения в Новодевичьем монастыре, рядом с могилой первой жены Анны Борисовны.

## Награды
- Орден Святого Владимира 3 степени
- Орден Святой Анны 2 степени
- Орден Святого Станислава 1 степени (1849)

## Семья и дети
Александр Бакунин был женат дважды:

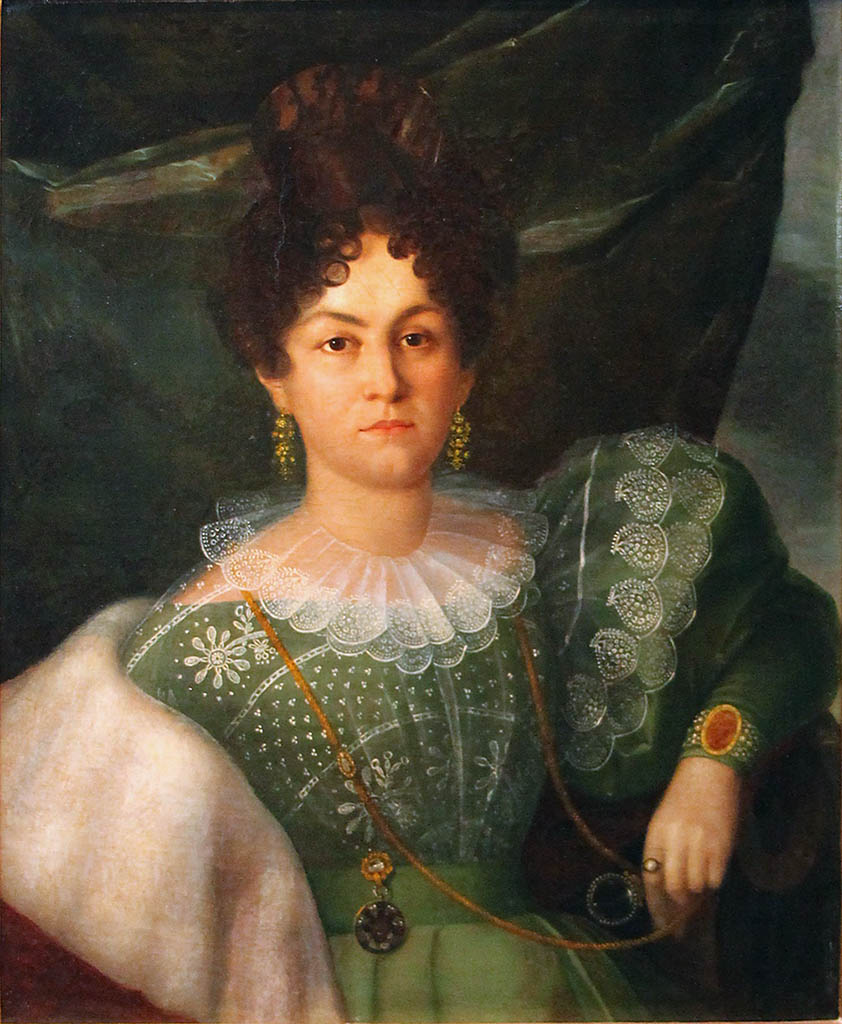
Анна Борисовна Бакунина

1. Жена (с 23 июля 1824 года)[10] — Анна Борисовна Зеленская (1802—14.02.1835[11]), внебрачная дочь генерал-лейтенанта князя Бориса Владимировича Голицына (1769—1813) от связи его с цыганкой. Умерла от рака в Москве, похоронена в Новодевичьем монастыре. Все их дети были рождены в имении Райково:
  - Борис Александрович (31.01.1826[12]— ?), крестник Н. В. Васильчикова и княгини Т. В. Голицыной.
  - Татьяна Александровна (1827—1900), фрейлина.
  - Николай Александрович (1828—1893, Москва) — действительный статский советник, камергер, основатель стекольного завода (в п. Сазоново Вологодской обл.).
  - Екатерина Александровна (1833—1911), пианистка, похоронена в Париже.
2. Жена(с 10 января 1838 года) — Мария Александровна Шулепникова (ум. 1871), их дочь:
  - Варвара Александровна (1842—1894), вышла замуж (01.06.1862; Ницца) за Алексея Петровича Оленина (1833—1910), сына П. А. Оленина; с 1863 года владела рязанским имением Истомино.